# 레나르트 베르나도테
레나르트 베르나도테(Lennart Bernadotte, 1909년 5월 8일 ~ 2004년 12월 21일)는 스웨덴계 독일인 조경가, 영화 제작자, 사진가였으며 스웨덴의 구스타프 5세의 손자였다. 그는 또한 최초의 덴마크의 크리스티안 9세의 현손이기도 했다.
그는 스톡홀름의 왕궁에서 쇠데르만란드 공작 빌헬름 왕자와 러시아의 마리아 파블로브나 여대공 사이에서 태어났다. 베르나도테는 태어날 때부터 스웨덴의 왕자였고 스몰란드 공작이라는 이름을 얻었다. 1932년, 그는 불평등한 결혼인 카린 니스반트와 결혼했고 그 후 스웨덴의 왕조가 되지 않았다. 그러므로, 그는 결과적으로 베르나도테라고 불리게 되었다. 그가 스웨덴의 왕족 타이틀을 잃은 지 19년 후, 그는 룩셈부르크에서 귀족의 칭호를 받았다.
그는 케레프린스(Käreprins), 고드낫(Godnatt)(1977), 마이노민 메델펑크트(1995) 등 두 편의 회고록을 출판했다.